# Haus der Industrie

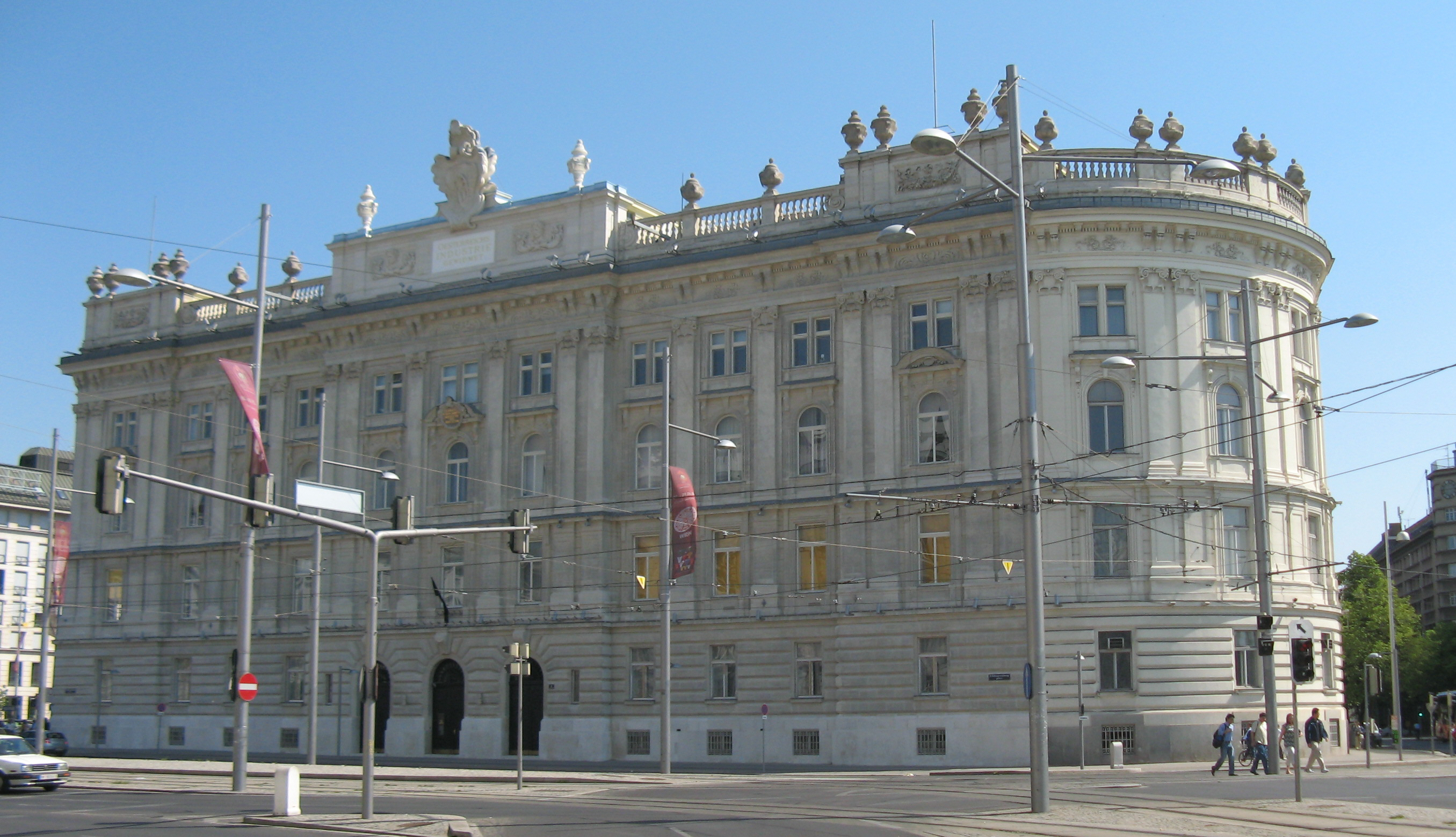
Das Haus der Industrie am Wiener Schwarzenbergplatz

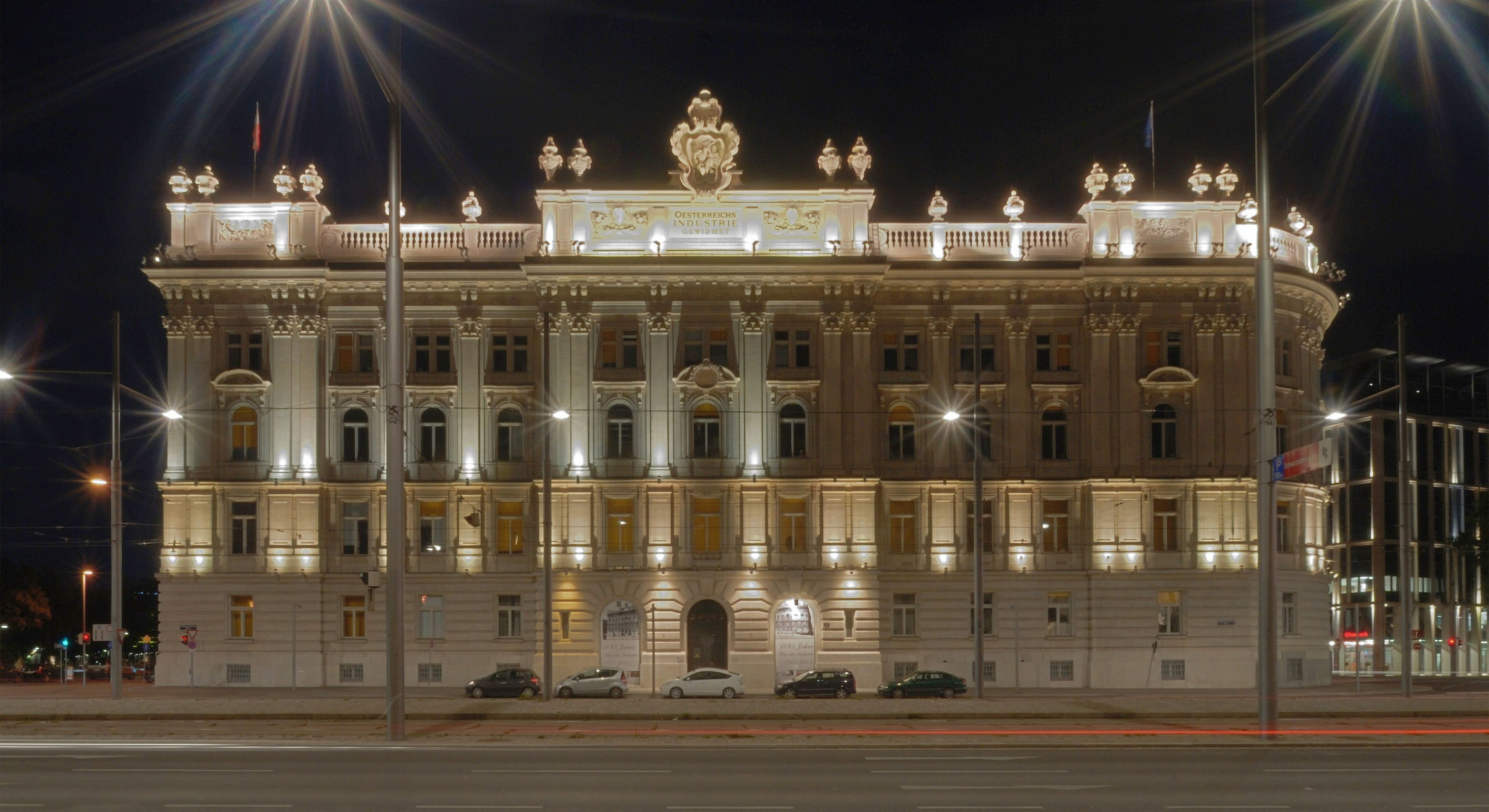
Fassadenbeleuchtung am Haus der Industrie

Das Haus der Industrie ist ein späthistoristischer Prachtbau in Wien aus dem Jahre 1909, der der Sitz der Industriellenvereinigung ist.

## Geschichte

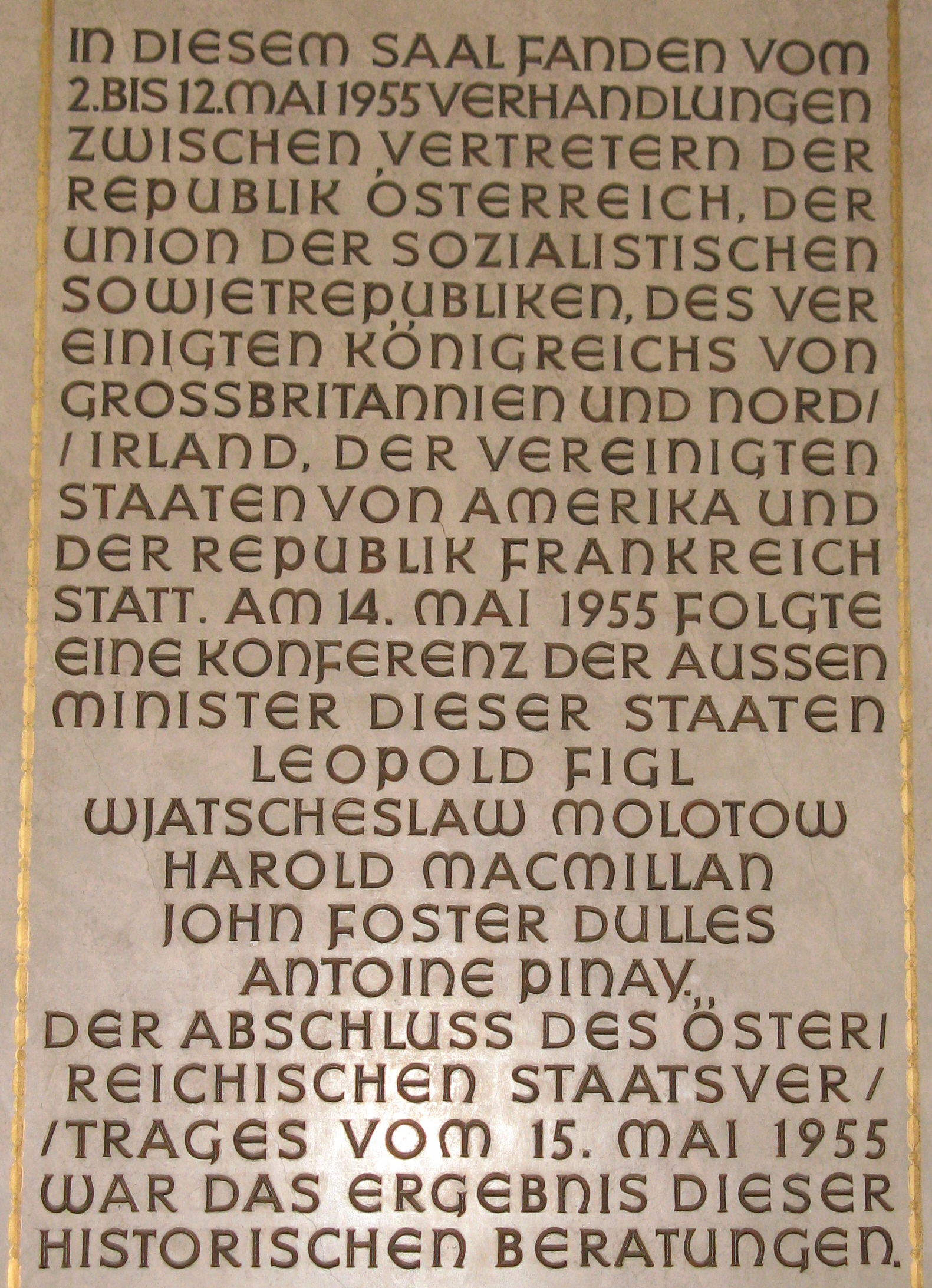
Gedenkinschrift zur Erinnerung an die vorbereitenden Gespräche zum österreichischen Staatsvertrag

Das Haus der Industrie wurde 1906 bis 1909 nach Plänen des Architekten Karl König errichtet und am 25. März 1911 durch Kaiser Franz Joseph eröffnet.
Nach dem Zweiten Weltkrieg war das unbeschädigte Gebäude am damals Stalinplatz genannten Schwarzenbergplatz Sitz des Alliierten Rates. Österreich war von 1945 bis 1955 von Großbritannien, Frankreich, den USA und der UdSSR besetzt. Im Haus der Industrie fanden vom 2. bis 12. Mai 1955 vorbereitende Gespräche über den österreichischen Staatsvertrag statt, am 14. Mai trafen sich die Außenminister der Besatzungsmächte ebenfalls im Gebäude, ehe am 15. Mai 1955 der Staatsvertrag dann feierlich unterzeichnet wurde.
Mit Unterbrechung der Jahre, in denen es dem Alliierten Rat diente, war das Haus der Industrie bis heute Sitz der Vereinigung österreichischer Industrieller.

## Baubeschreibung
Das Haus der Industrie befindet sich im 3. Wiener Gemeindebezirk Landstraße am Schwarzenbergplatz 4. Es handelt sich um ein viergeschoßiges Bürohaus, das an drei Seiten freisteht. Zum Heumarkt zu ist eine Kante des Gebäudes abgerundet.
Die Schaufront ist in prächtigen neobarocken Formen repräsentativ gestaltet. Das Gebäude besitzt einen dreiachsigen Mittelrisalit und Eckrisalite, die hochgezogen sind. Darüber befinden sich Balustraden mit Vasen besetzt. In der Mittelkartusche über der Attika ist ein Relief zu sehen, das eine Allegorie der Industrie zeigt.
Das Innere besitzt ein repräsentatives Foyer mit einem prunkvollen Stiegenhaus, das durch eine Oberlichte erhellt wird, mehrfarbige Marmorverkleidung und einen mächtigen Luster. Im oberen Foyer befinden sich Marmorsäulen, eine kassettierte Decke und ein Steinmosaikfußboden. Der große Festsaal besitzt eine der prunkvollsten Ausstattungen der Ringstraßenzone. Es handelt sich um einen zweigeschoßigen pilastergegliederten Saal mit Oberlichte und Kassettendecke sowie Galerien. An der Ostseite ist ein großes Ölbild Kaiser Franz Josephs in barockisierendem Rahmen zu sehen, darüber ein Wappen der Industrie zwischen Karyatiden. Der kleine Festsaal besitzt ebenfalls Oberlichte und Kassettendecke, die pilastergegliederten Wände zeigen antikisierenden Dekor. Hier befindet sich eine Gedenkinschrift zur Erinnerung an die Gespräche, die 1955 zum Abschluss des österreichischen Staatsvertrages geführt haben.
Bemerkenswert ist auch der ursprünglich erste Paternosteraufzug in Österreich von 1911 von Anton Freissler, der außerdem auch noch in Betrieb ist.
Die Aufzeichnungen für die Talkshow Wir sind Kaiser finden auch im Großen Festsaal des Hauses der Industrie statt. Im selben Saal werden auch Konzerte des Wiener Royal Orchester aufgeführt.

## Bildergalerie

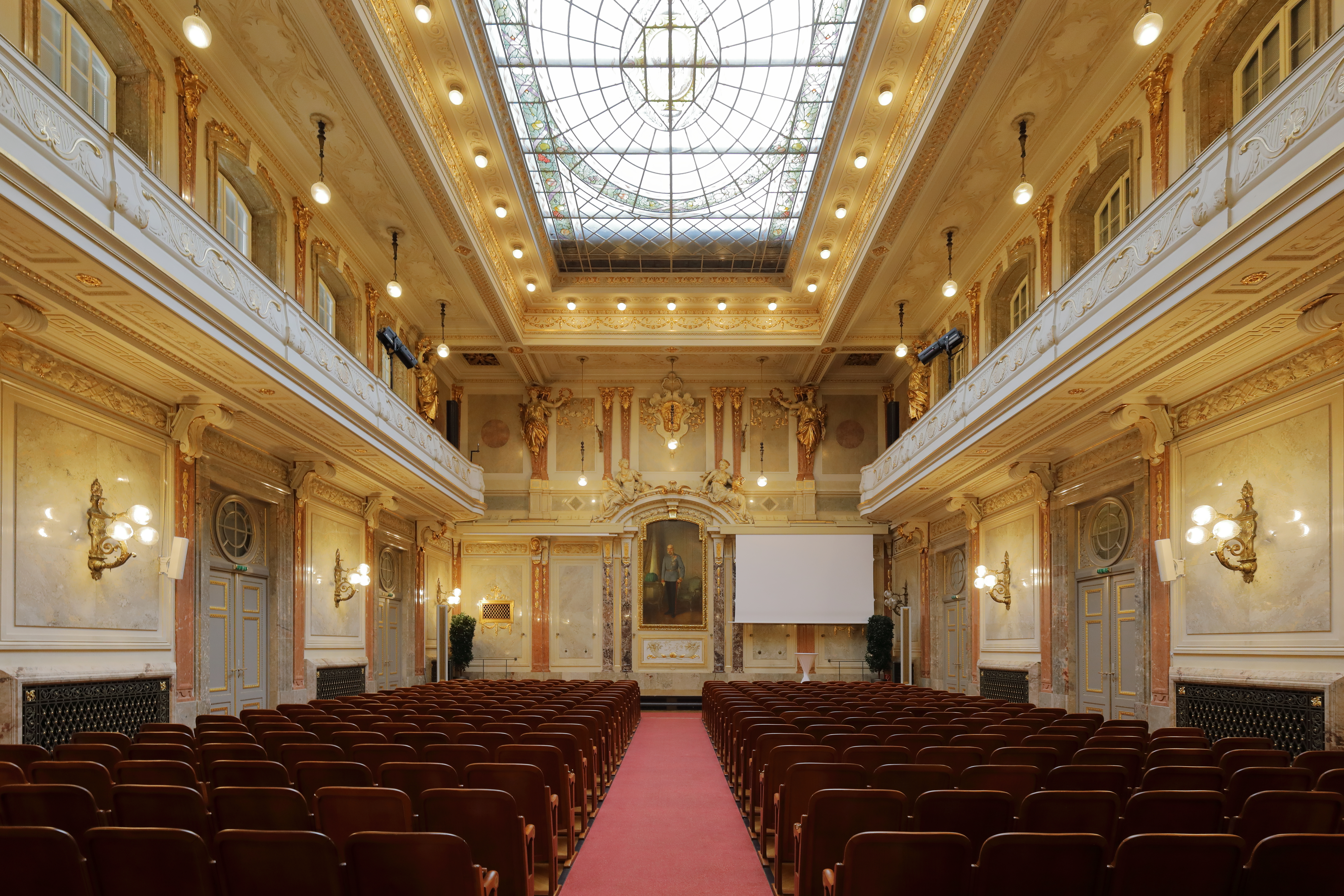
Großer Festsaal
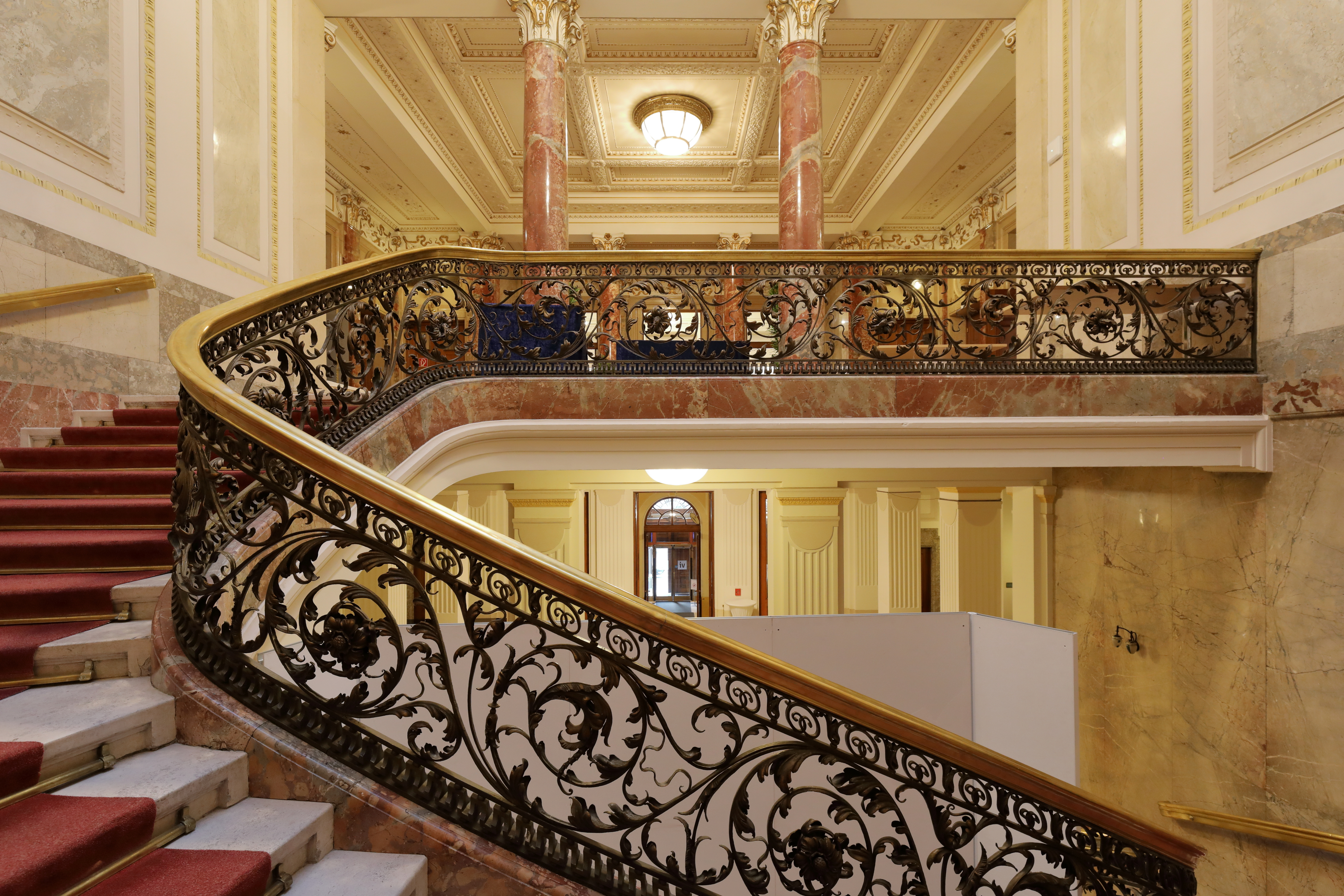
Stiegenhaus
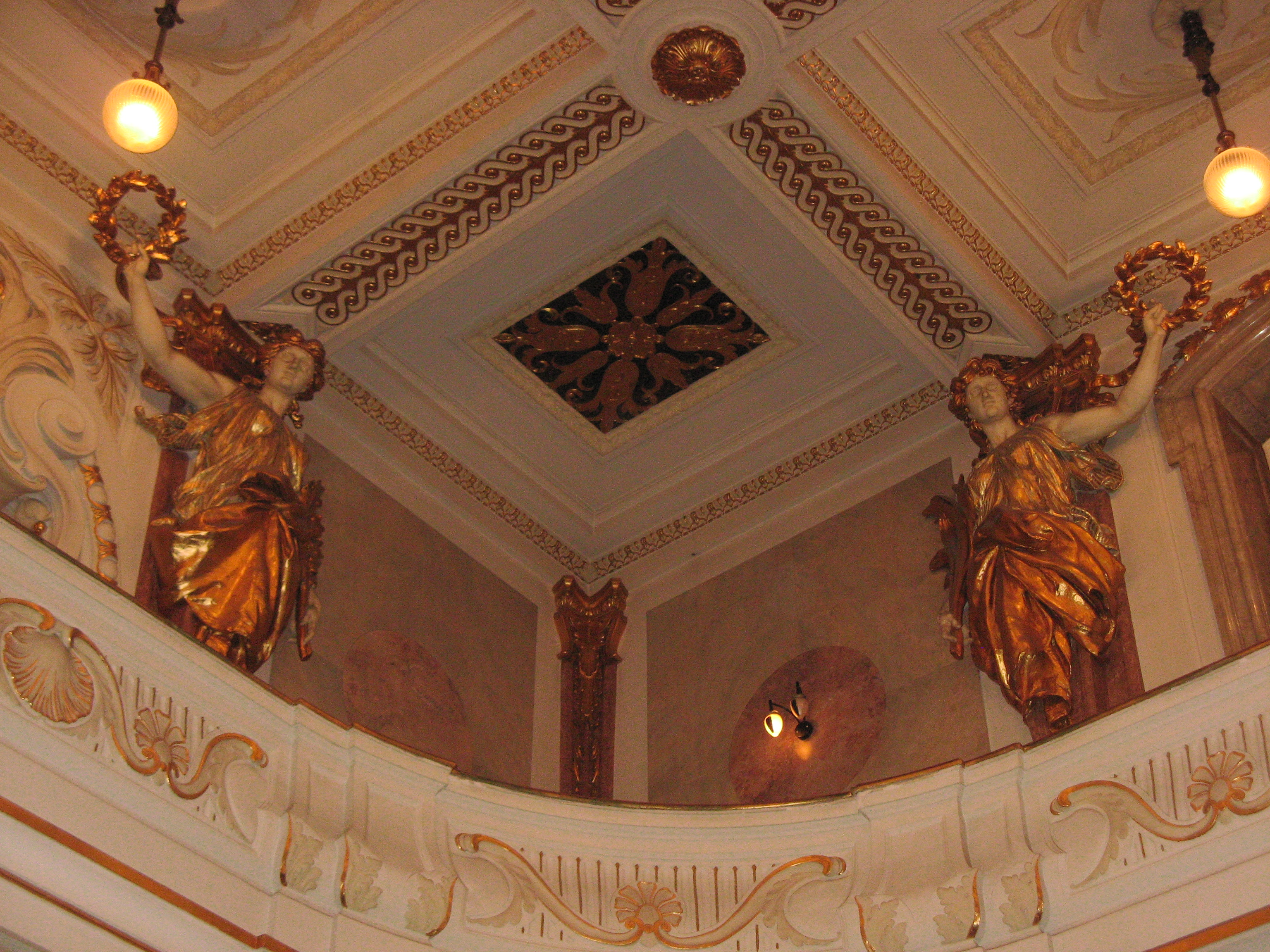
Galerie im Großen Festsaal
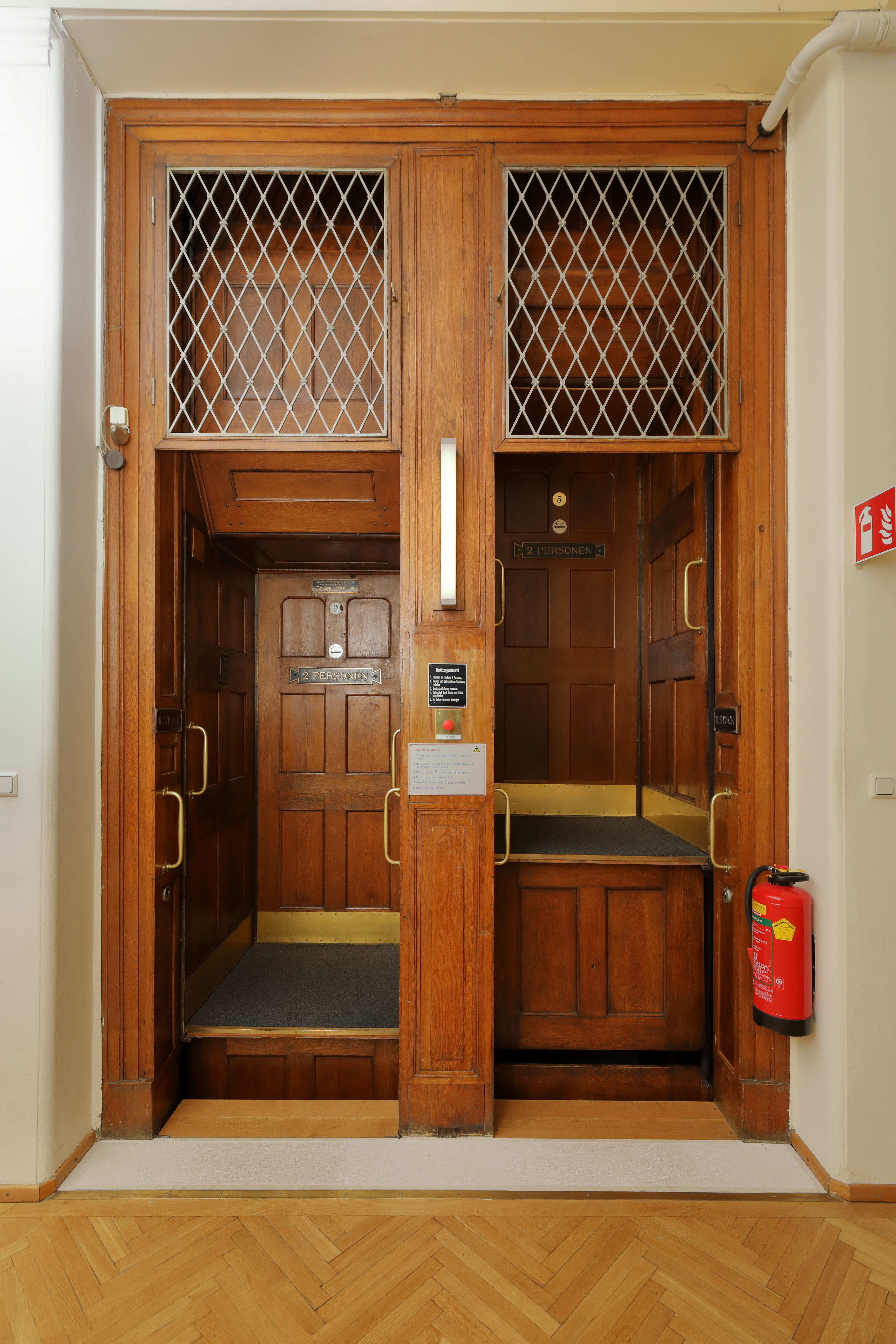
Wiens ältester in Betrieb befindliche Paternoster